# سارا تیسن
سارا تیسن (دانمارکی: Sara Thygesen؛ زادهٔ ۲۰ ژانویهٔ ۱۹۹۱) بدمینتون‌باز اهل دانمارک است. وی از سال ۲۰۰۸ میلادی تاکنون مشغول فعالیت بوده‌است.